# Elecciones parlamentarias de Palestina de 2006
Las elecciones generales palestinas se realizaron el 25 de enero de 2006 para escoger a los integrantes del Consejo Legislativo Palestino, el poder legislativo de la Autoridad Nacional Palestina y que elige al primer ministro palestino. 
El vencedor fue el Movimiento Islámico Hamás que obtuvo 44 % de los votos emitidos y 74 de los 132 asientos parlamentarios, seguido del Fatah que obtuvo 41% y sólo 45 asientos. El resultado causó una importante polémica al ser Hamás una organización considerada como extremista por Israel, Estados Unidos y otros países.
Estas fueron las primeras elecciones parlamentarias palestinas en diez años, habiendo sido las anteriores en 1996 y habiendo sido continuamente retrasadas por desavenencias entre Fatah y Hamás respecto al sistema electoral. Pudieron votar todos los palestinos residentes en los territorios de la Franja de Gaza y Cisjordania incluyendo Jerusalén Este. 
Como en otras elecciones, Israel fue acusado de obstaculizar el proceso por parte de autoridades electorales palestinas. Hamás aseguró además que varios de sus candidatos ganadores fueron arrestados por las autoridades israelíes y encarcelados. Durante el periodo electoral, 15 miembros del  Consejo Legislativo Palestino fueron capturados y detenidos como prisioneros políticos. El expresidente estadounidense Jimmy Carter quien fue uno de los observadores internacionales del proceso criticó estas acciones.
El triunfo de Hamás trajo consigo una crisis política que desencadenó, entre otras cosas, la ruptura entre las dos facciones palestinas; Fatah que tomó control de Cisjordania, y Hamás que se atrincheró en Gaza, así como el posterior bloqueo israelí sobre la Franja de Gaza y las sucesivas crisis en Gaza de 2008 y de 2014.

## Distritos electorales
| Distrito       | Escaños            |
| -------------- | ------------------ |
| Jerusalén      | 6 (dos cristianos) |
| Tubas          | 1                  |
| Tulkarm        | 3                  |
| Qalqilya       | 2                  |
| Salfit         | 1                  |
| Nablús         | 6                  |
| Jericó         | 1                  |
| Ramallah       | 5 (1 cristiano)    |
| Belén          | 5 (1 cristiano)    |
| Hebrón         | 9                  |
| Gaza Norte     | 5                  |
| Ciudad de Gaza | 8 (1 cristiano)    |
| Deir al-Balah  | 3                  |
| Jan Yunis      | 5                  |
| Rafah          | 3                  |

A estos distritos se suman concejales proporcionales por cada partido político para un total de 132. Cristianos y samaritanos tienen asientos reservados especiales.

## Resultados
|  | 44.45 % |

|  | 40.82 % |

|  | 41.43 % |

|  | 35.38 % |

|  | 20.14 % |

|  | 4.25 % |

|  | 2.96 % |

|  | 2.92 % |

|  | 0.17 % |

|  | 2.72 % |

|  | 2.41 % |

|  | 0.72 % |

|  | 0.19 % |

|  | 0.44 % |

|  | 0.07 % |

|  | 0.30 % |

|  | 0.18 % |

|  | 0.17 % |

|  | 0.07 % |

|  | 97.07 % |

|  | 2.93 % |

|  | 100.00 % |

|  | 76.07 % |